# متلازمة عدم استقرار الرضفة
متلازمة عدم استقرار الرضفة أو الرضفة غير المستقرة هي إصابة في الرضفة.
يمكن أن يكون خلع الرضفة ناتجًا عن تشوهات عظمية، مثل التعبير غير الصحيح للأخدود الفخذي مع الرضفة، خلل التنسج القصبي، أو الرضفة، والتي هي مسافة أكبر من 20 ملم بين حديبة الظنبوب والأخدود البوقي. كما يمكن أن ينتج عن خلل في الأنسجة الرخوة، مثل رباط فخذي رضدي متوسطي ممزق، أو تضيّق موسع وسطي. يتم تنظيم الأعراض حسب مقدار النشاط. يحدث هذا الألم عادة بسبب الركض والقفز بالرياضة والأنشطة التي تضع قوات كبيرة على مفصل الفخذ الدامي.

## العلامات والأعراض
تشمل الأعراض عادة ما يلي: 
- أبازيم الركبة ولم تعد قادرة على دعم وزنك
- الرضفة تنزلق إلى الجانب
- الركبة تتوقف أثناء الحركة
- ألم في مقدمة الركبة يزداد مع النشاط
- ألم عند الجلوس
- تصلب
- صرير أو تشقق الأصوات أثناء الحركة
- تورم

كان يعتقد خلع الرضفة مرة واحدة تحدث بشكل رئيسي في النساء، ويرجع ذلك إلى تواتر الركبة الروحاء الوراثية والأربطة المتراخية. ومع ذلك، الآن وتيرة هذا الشرط في أي شخص رياضي، رجل أو امرأة، هو واضح.

## العلاج

### معاملة متحفظة
العلاج المحافظ في (خلع الرضفة الوحشي) هو العلاج المفضل. ويتضمن النهج المتعدد الوسائط مع التعليم السلوكي للمريض، العلاج الطبيعي، والأقواس، وخفض الوزن وعلاج الألم.
يركز العلاج الطبيعي بشكل خاص على تقوية العضلات وتمارين التحفيز. يوصف للعضلة المائلة الموسعة أن لها دورًا مهمًا في الاستقرار الوظيفي للرضفة ضد قوة الناقل الجانبي. تعتبر التمرينات التحليلية وتدعيم مفاصل الورك ووضع القدم من الأمور الحاسمة، خاصة في المرضى الذين يعانون من متلازمة سوء الامتصاص السيئة أو الانهيار الإنسي.
توجد العديد من الأقواس الرضحية أو طرق التسجيل لتحسين العودة إلى الرياضة. ومع ذلك، فإنها قد لا تغير التهجير الوسطي أو الجانبي، ولكن يمكن أن تكون مفيدة كأداة تشخيصية لعدم الاستقرار الفخذي الفخذي الخفي.

### خيارات العلاج الجراحي
يرتبط العمر المتزايد بانخفاض النشاط البدني بعد التثبيت الجراحي، وبالتالي في الرياضيين الناميين والناشطين في وقت مبكر يحتاج التدخل الجراحي المبكر إلى التفكير. إعادة بناء (رباط الفخذي الرشي المتوسط) في المرضى الذين يعانون من خلل التنسج البسيط هو ممكن من الناحية الفنية دون التداخل مع لوحة النمو البعيدة لعظم الفخذ، ومع ذلك، دراسات كبيرة مفقودة. في بطلان تصحيح المفصلي العظمي قبل إغلاق المشاشية.